# Gruppsammanhållning

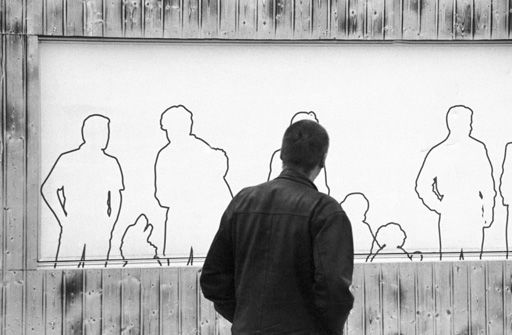
Gruppsammanhållning handlar om förhållningssättet mellan individen och gruppen.

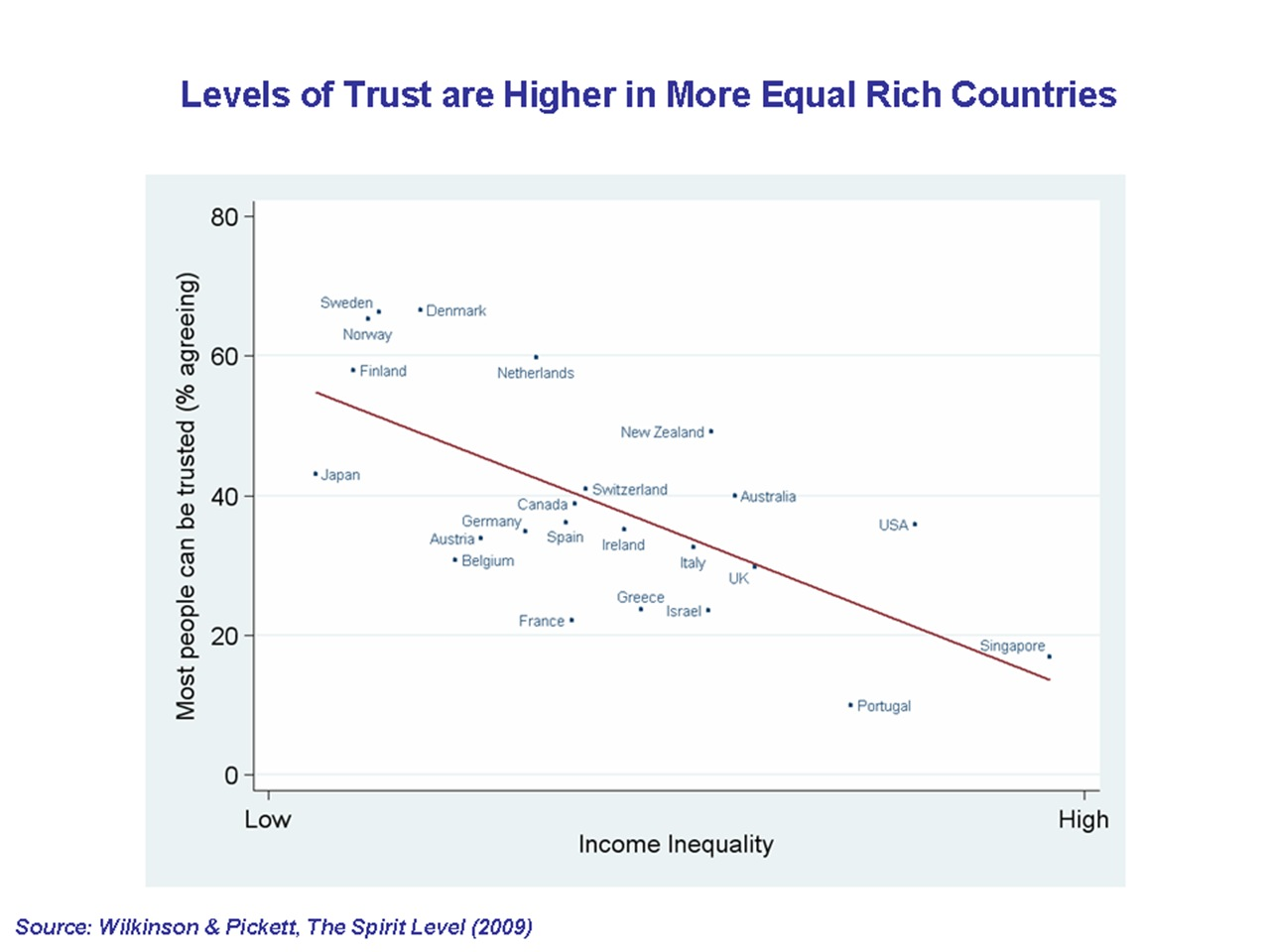
Det finns mer tillit i samhällen där jämlikheten är större.

Gruppsammanhållning uppstår när band kopplar medlemmar i en social grupp till varandra och till gruppen som helhet. Även om sammanhållningen är en mångfacetterad process, kan den delas upp i fyra huvudkomponenter: sociala relationer, arbetsrelationer, upplevd sammanhållning och känslor. Medlemmar i starkt sammanhängande grupper är mer benägna att aktivt delta och att stanna kvar i gruppen.

## Gruppstorlek
Små grupper är mer sammanhängande än stora grupper. Detta orsakas ofta av social maskning (en: social loafing), en teori som säger att enskilda medlemmar i en grupp faktiskt kommer att lägga ned mindre ansträngning, eftersom de tror att andra medlemmar kommer att kompensera för deras lathet. Det har visat sig att social maskning elimineras när gruppmedlemmarna tror att deras individuella prestationer är identifierbara. Ett nära samarbete är ett viktigt inslag i varje företags produktiva arbete, därför spelar kommunikation, ömsesidig förståelse och en hälsosam atmosfär en viktig roll.